# Hans Jürgen Geerdts
Hans Jürgen Geerdts (* 16. Februar 1922 in Danzig; † 11. Juni 1989 in Greifswald) war ein deutscher Literaturwissenschaftler und Schriftsteller.

## Leben
Hans Jürgen Geerdts war der Sohn eines Angestellten.
Nach dem Abitur begann er in Danzig ein Studium der Germanistik, Geschichte, Theaterwissenschaft und Philosophie, das er in Königsberg und Wien fortsetzte. Am 5. März 1940 beantragte er die Aufnahme in die NSDAP und wurde zum 1. September desselben Jahres aufgenommen (Mitgliedsnummer 7.747.667). 1944 wurde er zur Wehrmacht eingezogen; als Soldat stand er wegen „Wehrkraftzersetzung“ vor einem Kriegsgericht. Nach dem Ende des Zweiten Weltkriegs beendete er sein Studium in Jena. Ab 1947 war er Dozent am Deutschen Theaterinstitut in Weimar. 1952 promovierte er mit einer Arbeit über Gerhart Hauptmann zum Doktor der Philosophie. 1958 wurde er, von der Parteileitung protegiert, als Nachfolger des wegen seiner „bürgerlichen Haltung“ vertriebenen Hans-Friedrich Rosenfeld Professor für Neuere Deutsche Literatur an der Universität Greifswald.
Neben seiner akademischen Tätigkeit als Literaturwissenschaftler verfasste Hans Jürgen Geerdts Romane, Erzählungen und Essays. Am bekanntesten wurde er durch die beiden Romanbiografien „Rheinische Ouvertüre“ (über Georg Forster) und „Hoffnung hinterm Horizont“ (über Georg Büchner).
Hans Jürgen Geerdts war 1973 Träger des Lessing-Preises der DDR sowie 1976 des Nationalpreises der DDR. 1965 erhielt er den Vaterländischen Verdienstorden in Bronze.

## Werke
- Die Nachtnovellen, Knabe Verlag Weimar 1948
- Gerhart Hauptmann, Die Weber, Jena 1951
- Jena: neue Kultur im Werden, Erfurt 1951
- Die roten und die grünen Feuer, Erfurt 1951
- Rheinische Ouvertüre, Knabe Verlag Weimar 1954
- Hoffnung hinterm Horizont, Knabe Verlag Weimar 1956
- Der IV. Deutsche Schriftstellerkongreß und seine Bedeutung für den Volksbuchhandel, Leipzig 1956
- Goethes Roman „Die Wahlverwandtschaften“, Weimar 1957
- Wanderer im Harz, Dresden 1958
- Leonhard Frank, Berlin 1960 (zusammen mit Heinz Neugebauer und I. M. Lange)
- Literatur unserer Zeit, Rudolstadt 1961
- Studenten, Dresden 1961 (zusammen mit Willy Pritsche)
- Welle auf Welle, Dresden 1962 (zusammen mit Max Ittenbach)
- Der Harz, Leipzig 1965
- Johann Wolfgang Goethe, Leipzig 1972, 4. Aufl. 1985 
  - Gede-zhuan. Beijing 1993, ISBN 7-100-01618-5 (chinesisch)
- Zeitenwandel in einer Stadt, Greifswald 1977
- Zu Goethe und anderen, Leipzig 1982

## Herausgeberschaft
- Greifswalder Schriftsteller und Journalisten sagen: Wir wählen den Frieden, Greifswald 1958
- Friedrich Maximilian Klinger: Klingers Werke, Weimar
  - Bd. 1. Die Zwillinge. Sturm und Drang, 1958
  - Bd. 2. Fausts Leben, Tagen und Höllenfahrt. Geschichte eines Teutschen der neuesten Zeit, 1958
- Deutsche Literaturgeschichte, Berlin 1965
- Literatur der DDR in Einzeldarstellungen (= Kröners Taschenausgabe. Band 416). Kröner, Stuttgart 1972, ISBN 3-520-41601-7.
- Literatur der Deutschen Demokratischen Republik, Berlin
  - Bd. 1 (1974)
  - Bd. 2 (1979)
  - Bd. 3 (1987)
- Kurze Geschichte der deutschen Literatur, Verlag Volk und Wissen, Berlin 1981 (herausgegeben zusammen mit Kurt Böttcher)